# Verlängertes Rhombendodekaeder

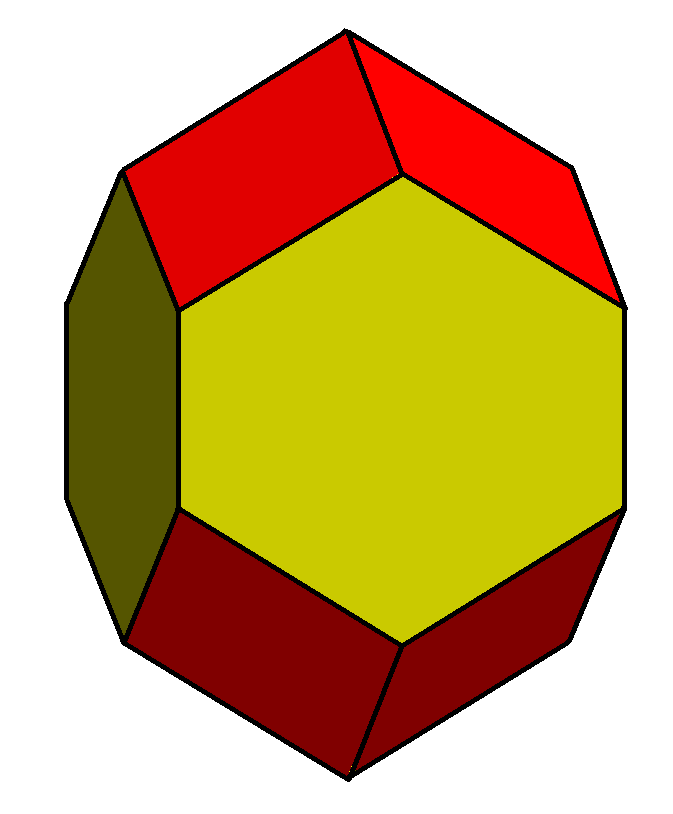
Verlängertes Rhombendodekaeder

Das Verlängerte Rhombendodekaeder ist ein konvexes Dodekaeder mit acht Rhomben und vier Hexagonen als Seiten, 18 Ecken und 28 Kanten.
Es ist eines von fünf sogenannten Paralleloedern, das heißt konvexen Polyedern, die durch Translation den Raum parkettieren. Sie wurden von Jewgraf Stepanowitsch Fjodorow 1885 gefunden. Die anderen vier sind Parallelepiped, hexagonales Prisma, Rhombendodekaeder und Oktaederstumpf.

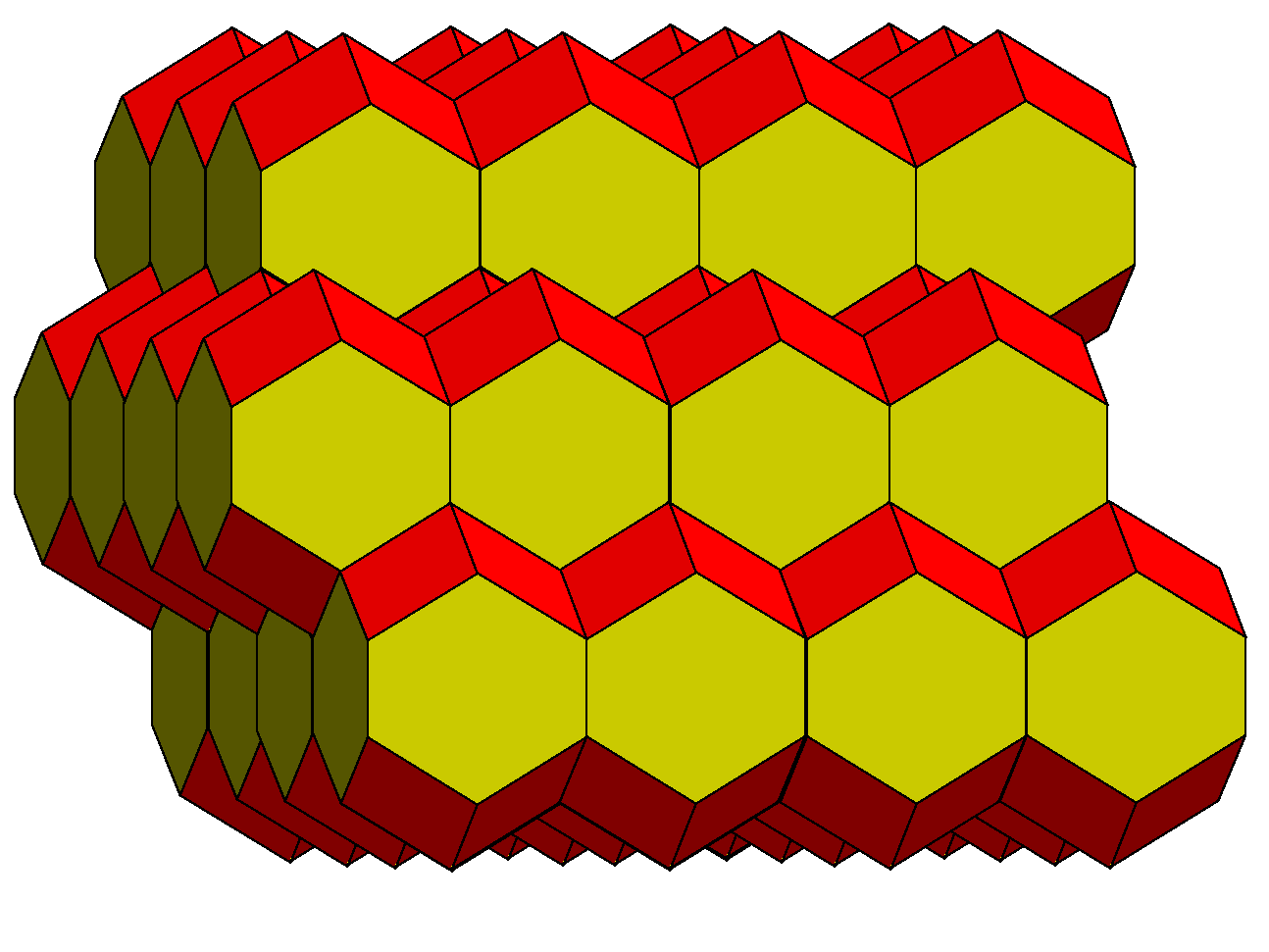
Raumparkettierung mit verlängerten Rhombendodekaedern

Andere Bezeichnungen sind hexarhombisches Dodekaeder und gestrecktes Dodekaeder und im Englischen elongated dodecahedron (oder rhombo-hexagonal dodecahedron). Der Name ‚verlängertes Rhombendodekaeder‘ stammt daher, weil es aus der Deformation eines um einen Kubus ergänzten (verlängerten) Rhombendodekaeders entsteht. Außerdem kann es durch Kontraktion eines Oktaederstumpfs gewonnen werden.
Es ist die Wigner-Seitz-Zelle einiger raumzentrierter tetragonaler Kristallgitter. Die Symmetriegruppe des Polyeders ist in Schoenflies-Symbolik {\displaystyle D_{4h}}, das heißt die Diedergruppe eines regelmäßigen Vierecks in der Ebene (vierzählige Achse) mit einer zusätzlichen senkrecht auf der Drehachse stehenden Spiegelebene (Symbol h).
Ein Bild des verlängerten Rhombendodekaeders findet sich eingemeißelt auf dem Grabstein von Arthur Schoenflies, einem der frühen Klassifizierer der Raumgruppen neben Fjodorow.